# Le mot de passe
Le mot de passe (с фр. — «Пароль») — пятый студийный альбом французской певицы Патрисии Каас, выпущенный в 1999 году на лейбле Columbia Records. Пластинка заняла вторую строчку в чартах Бельгии и Франции.

## Список композиций
| №                   | Название                      | Автор(ы)                                        | Длительность |
| ------------------- | ----------------------------- | ----------------------------------------------- | ------------ |
| 1.                  | «Ma liberté contre la tienne» | Дидье Големанас, Паскаль Обиспо                 | 5:47         |
| 2.                  | «Une fille de l’Est»          | Жан-Жак Гольдман                                | 3:31         |
| 3.                  | «Si tu rêves»                 | Дидье Големанас, Паскаль Обиспо                 | 3:50         |
| 4.                  | «J’attends de nous»           | Паскаль Обиспо, Zazie                           | 4:52         |
| 5.                  | «Le mot de passe»             | Дидье Големанас, Паскаль Обиспо                 | 4:12         |
| 6.                  | «Les éternelles»              | Дидье Големанас, Паскаль Обиспо                 | 3:51         |
| 7.                  | «La clé»                      | Lionel Florence, Паскаль Обиспо                 | 4:34         |
| 8.                  | «Mon chercheur d’or»          | Дидье Големанас, Паскаль Обиспо                 | 4:32         |
| 9.                  | «Quand je t’oublie»           | Дидье Големанас, Паскаль Обиспо, Пьер Жаконелли | 4:37         |
| 10.                 | «Une femme comme une autre»   | Лионель Флоранс, Паскаль Обиспо                 | 4:44         |
| 11.                 | «Les chansons commencent»     | Жан-Жак Гольдман                                | 5:30         |
| 12.                 | «Et je m’en veux»             | Лионель Флоранс, Паскаль Обиспо                 | 3:56         |
| Общая длительность: | Общая длительность:           | Общая длительность:                             | 53:10        |

## Чарты

### Еженедельные чарты
| Чарт (1999)                         | Пиковая позиция |
| ----------------------------------- | --------------- |
| Бельгия/Валлония (Ultratop)         | 2               |
| Финляндия (Suomen virallinen lista) | 26              |
| Франция (SNEP)                      | 2               |
| Германия (Offizielle Top 100)       | 27              |
| Швейцария (Schweizer Hitparade)     | 14              |

### Годовая позиция
| Чарт (1999)                 | Позиция |
| --------------------------- | ------- |
| Бельгия/Валлония (Ultratop) | 23      |
| Франция (SNEP)              | 26      |

## Сертификации и продажи
| Регион                                                       | Сертификация | Продажи |
| ------------------------------------------------------------ | ------------ | ------- |
| Бельгия (BEA)                                                | Золотой      | 25 000* |
| Франция (SNEP)                                               | Платиновый   | 425 200 |
| Швейцария (IFPI Switzerland)                                 | Золотой      | 25 000^ |
| * Данные о продажах приведены только на основе сертификации. |              |         |